# Senada (fortaleza)
Snada es una alcazaba (fortaleza) situada en el antiguo pueblo llamado Thara n Bades (fuente de Bades). Se llama así por ser la zona de donde proviene el agua potable de la ciudad de Bades. está situada en la provincia de Alhucemas. El municipio tiene una población de 12.551 habitantes.

## Historia
Tras la derrota del rey Mohámed El Mutaukil en una guerra que duró un año, éste se refugió en la alcazaba de Snada el 20 de noviembre de 1577 para protegerse del ejército de su tío Abd El Malik El Ghazi que ocupó el trono de Marruecos.
Un día después mandó una carta al gobernador del peñón de Vélez de la Gomera Juan de Molina para que informase al Rey de España Felipe II de su situación de reclusión en la alcazaba. Tres días después, el 23 de noviembre de 1577, mandó otra carta pidiéndole ayuda para recuperar su trono. La petición surtió efecto, y el consejo de guerra español se reunió en Madrid el 13 de diciembre de 1577. Se decidió dar a Mohámed El Mutaukil permiso para refugiarse en el peñón con su familia.
Como en aquella época sólo los portugueses tenían derecho a entrar en tierra marroquí, el rey Felipe II avisó a su embajador en Lisboa para informar al rey portugués Don Sebastián de la llegada de Mohámed el Mutaukil al peñón de Vélez de la Gomera. El 20 de enero de 1578 llegaron al peñón seis barcos cargados de material militar enviados por el rey Don Sebastián. En la alcazaba de Snada se encontraron El Mutaukil y el comandante portugués Bastião Gonzálvez. El Rey Don Sebastián estaba dispuesto a ayudarle a recuperar su trono.
El 14 de febrero de 1578 El Mutaukil reunió sus tropas en una playa cerca del peñón de Vélez de la Gomera bajo protección de cañones españoles hasta que recibió la orden del rey portugués para navegar hacia Ceuta el 26 de marzo de 1578.
El pueblo de Snada también fue famoso por ser el origen de la cofradía de los Santos Ouazzaníes que han luchado durante siglos contra cualquier invasión a su territorio.